# Ceratoleon
Ceratoleon är ett släkte av insekter. Ceratoleon ingår i familjen myrlejonsländor.
Kladogram enligt Catalogue of Life:
| Ceratoleon | \| \| Ceratoleon brevicornis \| \| \| \| \| \| Ceratoleon mjobergi \| \| \| \| |
|            | \| \| Ceratoleon brevicornis \| \| \| \| \| \| Ceratoleon mjobergi \| \| \| \| |
|            | Ceratoleon brevicornis                                                         |
|            |                                                                                |
|            | Ceratoleon mjobergi                                                            |
|            |                                                                                |